# Kumulationsprincipen
Kumulationsprincipen innebär att straff ackumuleras i samband med att någon döms.  Principen har tidigare varit vägledande i svensk rätt, men fallit bort efter reformering 1938. Anledningen var humanitära skäl. Den fortlever emellertid alltjämt i USA där domstolarna kan döma åtalade till hundratals år i fängelse.[källa behövs]
Kumulationsprincipen är mycket enkel till sin uppbyggnad, då de begångna brotten helt enkelt adderas. En gärningsman som begår fyra rån med ett straffvärde om tre månader vardera döms att avtjäna ett år i fängelse. 